# In Patris Memoriam
In Patris Memoriam (En la memòria del pare) és un oratori per a soprano, cor i orquestra compost per Lorenzo Perosi i estrenat el 15 de maig de 1910 al Teatro San Carlo de Nàpols, sota la direcció d'Eduardo Vitale. Té una durada d'uns 36 minuts.
Perosi va compondre aquest colpidor i lúgubre oratori després de la mort del seu pare. En aquest sentit, és semblant al que va compondre el 1897 en memòria d'un jove cantant de 14 anys que va ser l'alumne preferit de Perosi. Va ser molt apreciat per Puccini, qui va admetre haver manllevat unes notes del Rex tremendae maiestatis mentre treballava en Tosca.